# لورانس لو
لورانس لو (بالإنجليزية: Lawrence Low)‏ هو متسابق يخت أمريكي، ولد في 22 أغسطس 1920 في ترنتون في الولايات المتحدة، وتوفي في 1 يوليو 1996.

## وصلات خارجية
- لورانس لو على موقع الاتحاد الدولي للملاحة الشراعية (موقع جديد) (الإنجليزية)
- لورانس لو على موقع الاتحاد الدولي للملاحة الشراعية (موقع قديم) (الإنجليزية)
- لورانس لو على موقع اللجنة الأولمبية الدولية (الإنجليزية)
- لورانس لو على موقع أوليمبيديا (الإنجليزية)